# Merlin - bard of the unseen
Merlin – bard of the unseen is het twaalfde muziekalbum van de Nederlandse progressieve rockband Kayak. Het album bevat een rockopera gebaseerd op het eerdere studioalbum Merlin. Dat album bevatte een mini-uitvoering, op Merlin – bard of the unseen is het geheel uitgewerkt. De muziek van het album werd in zijn geheel uitgevoerd tijdens de tournee die volgde op de release van het album.
Het album is bijna per muziekstem opgenomen. Het merendeel werd opgenomen in de Studio Art in Hilversum, andere delen in Doetinchem, Kerkrade, Zwolle en Amsterdam (piano in de Kleine Komedie). De samenstelling van de band is ongewijzigd ten opzichte van Night vision, maar Cindy Oudshoorn trad via een sluipweg toe tot Kayak; op dit album is ze gastmusicus; bij het volgend album vast lid van de band. Het toevoegen van een zangeres gaf de band meer mogelijkheden en het was eigenlijk wel noodzakelijk bij het verhaal over Merlijn een vrouwenstem voorhanden te hebben.

## Musici
- Ton Scherpenzeel — toetsinstrumenten, zang, percussie
- Pim Koopman — slagwerk, zang
- Bert Heerink — zang (stem Merlijn en Lancelot)
- Rob Vunderink — gitaar, zang (stem Mordred)
- Bert Veldkamp — basgitaar
- Joost Vergoossen — gitaar
- The New Philharmonie Orchestra — Gebrand Westveen (opgenomen in de Wisseloord Studio's)
- gaste Cindy Oudshoorn — zang (stem Guinevere en Morgan le Fay)

## Tracklist
Alle teksten van Irene Linders en Ton Scherpenzeel; muziek van Ton Scherpenzeel, behalve waar aangegeven

| Nr. | Titel                                      | Duur |
| --- | ------------------------------------------ | ---- |
| 1.  | Merlin                                     | 7:50 |
| 2.  | Tintagel                                   | 2:49 |
| 3.  | The future king (muziek: Koopman)          | 2:58 |
| 4.  | The sword in the stone                     | 3:43 |
| 5.  | When the seer looks away (muziek: Koopman) | 4:18 |
| 6.  | Branded                                    | 3:51 |
| 7.  | At Arthur’s court                          | 3:15 |
| 8.  | The otherworld (muziek: Koopman)           | 7:59 |
| 9.  | The purest of knights                      | 5:48 |
| 10. | Friendship and love                        | 5:13 |
| 11. | The king's enchanter                       | 2:31 |
| 12. | Niniane (lady of the lake)                 | 7:08 |
| 13. | The last battle (muziek: Koopman)          | 8:11 |
| 14. | Avalon                                     | 3:44 |

## Hitnotering
| "Merlin - bard of the unseen" in de Nederlandse Album Top 100 - binnen: 01-03-2003 | "Merlin - bard of the unseen" in de Nederlandse Album Top 100 - binnen: 01-03-2003 | "Merlin - bard of the unseen" in de Nederlandse Album Top 100 - binnen: 01-03-2003 | "Merlin - bard of the unseen" in de Nederlandse Album Top 100 - binnen: 01-03-2003 | "Merlin - bard of the unseen" in de Nederlandse Album Top 100 - binnen: 01-03-2003 | "Merlin - bard of the unseen" in de Nederlandse Album Top 100 - binnen: 01-03-2003 |
| Week                                                                               | 01                                                                                 | 02                                                                                 |                                                                                    | 03                                                                                 |                                                                                    |
| ---------------------------------------------------------------------------------- | ---------------------------------------------------------------------------------- | ---------------------------------------------------------------------------------- | ---------------------------------------------------------------------------------- | ---------------------------------------------------------------------------------- | ---------------------------------------------------------------------------------- |
| Nummer                                                                             | 80                                                                                 | 92                                                                                 | uit                                                                                | 100                                                                                | uit                                                                                |